# Santa Maria (Óbidos)
Santa Maria foi uma freguesia portuguesa do município de Óbidos, com 21,65 km² de área e 2 032 habitantes (2011). Densidade: 93,9 hab/km². Esta freguesia incluía a parte central da vila de Óbidos.
Foi extinta (agregada) pela reorganização administrativa de 2013, sendo o seu território integrado na freguesia de Santa Maria, São Pedro e Sobral da Lagoa.

## População
| População da freguesia de Óbidos (Santa Maria) | População da freguesia de Óbidos (Santa Maria) | População da freguesia de Óbidos (Santa Maria) | População da freguesia de Óbidos (Santa Maria) | População da freguesia de Óbidos (Santa Maria) | População da freguesia de Óbidos (Santa Maria) | População da freguesia de Óbidos (Santa Maria) | População da freguesia de Óbidos (Santa Maria) | População da freguesia de Óbidos (Santa Maria) | População da freguesia de Óbidos (Santa Maria) | População da freguesia de Óbidos (Santa Maria) | População da freguesia de Óbidos (Santa Maria) | População da freguesia de Óbidos (Santa Maria) | População da freguesia de Óbidos (Santa Maria) | População da freguesia de Óbidos (Santa Maria) |
| ---------------------------------------------- | ---------------------------------------------- | ---------------------------------------------- | ---------------------------------------------- | ---------------------------------------------- | ---------------------------------------------- | ---------------------------------------------- | ---------------------------------------------- | ---------------------------------------------- | ---------------------------------------------- | ---------------------------------------------- | ---------------------------------------------- | ---------------------------------------------- | ---------------------------------------------- | ---------------------------------------------- |
| 1864                                           | 1878                                           | 1890                                           | 1900                                           | 1911                                           | 1920                                           | 1930                                           | 1940                                           | 1950                                           | 1960                                           | 1970                                           | 1981                                           | 1991                                           | 2001                                           | 2011                                           |
| 1 371                                          | 1 536                                          | 1 715                                          | 1 940                                          | 2 184                                          | 2 109                                          | 1 940                                          | 2 340                                          | 2 470                                          | 2 326                                          | 2 146                                          | 1 594                                          | 1 799                                          | 1 788                                          | 2 032                                          |

## Património
- Castelo de Óbidos e todo o conjunto urbano da vila
- Santuário do Senhor Jesus da Pedra
- Pelourinho de Óbidos
- Túmulo de D. João de Noronha, o Moço
- Igreja de Santa Maria ou Igreja Matriz de Óbidos
- Capela de Nossa Senhora do Carmo ou Capela de Nossa Senhora do Mocharro
- Largo de Santo António, em A-da-Gorda